# جزایر اگادی

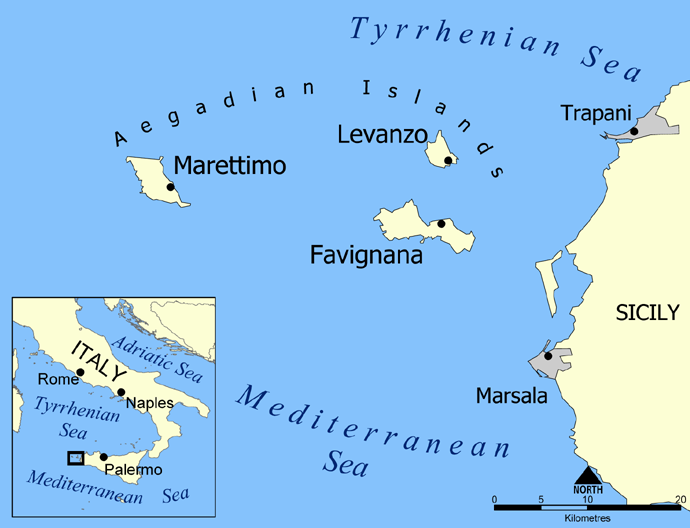
نقشهٔ جزایر اگادی

جزایر اگادی (ایتالیایی: Isole Egadi) شامل پنج جزیرهٔ کوچک کوهستانی در ساحل شمال غربی سیسیل بر کرانهٔ دریای مدیترانه است. نزدیک‌ترین شهرها به این جزایر تراپانی و مارسالا هستند. مساحت این جزایر ۳۷٫۴۵ کیلومتر مربع است.
جزیرهٔ فاوینیانا بزرگ‌ترین این جزایر است که در ۱۶ کیلومتری جنوب غربی تراپانی قرار گرفته . لوانزو و مارتیمو در ۱۳ و ۲۴ کیلومتری غرب تراپانی هستند. دو جزیرهٔ کوچکتر به نام فرمیکا و مارائونه نیز بین سیسیل و لوانزو واقع شده‌اند. از نظر سیاسی این جزایر تابع کمونهٔ فاوینیانا در استان تراپانی هستند.
جمعیت این جزایر در سال ۲۰۱۷ برابر ۴۲۹۲ نفر بوده است. شغل اصلی ساکنان آن ماهی‌گیری است و بزرگ‌ترین مرکز صید ماهی تن سیسیل در آنجا قرار دارد.

## تاریخچه
شواهدی از نقاشی‌های نوسنگی و حتی پارینه‌سنگی در غارهای لوانزو و به تعداد کمتر در فاوینیانا وجود دارد. نبرد اگادی در سال ۲۴۱ پ.م. در این جزایر رخ داد که طی آن، ناوگان روم ناوگان کارتاژ را شکست داد و پایان اولین جنگ کارتاژ را رقم زد. پس از زوال قدرت امپراتوری روم غربی در هزارهٔ نخست میلادی، این جزایر در دست گوت‌ها، وندال‌ها و سارازن بودند و در سال ۱۰۸۱ توسط نورمن‌ها اشغال شدند. سپس در مالکیت خاندان جنوایی پالاویچینی-روسکونی بودند و در سال ۱۸۷۴ توسط خاندان پالرمویی فلوریو خریداری شدند.